# Noisy-le-Grand
Noisy-le-Grand ist eine französische Stadt mit 71.632 Einwohnern (Stand 1. Januar 2022) im östlichen Teil des Großraums Paris. Sie liegt an der Marne und gehört zum Entwicklungsbereich der Ville nouvelle Marne-la-Vallée. Noisy-le-Grand gehört zur Region Île-de-France, zum Département Seine-Saint-Denis, zum Arrondissement Le Raincy und zum Kanton Noisy-le-Grand. Der Kanton Noisy-le-Grand besteht aus zwei Gemeinden: Noisy-le-Grand und Gournay-sur-Marne, das im Osten angrenzt. Die Einwohner werden Noiséens genannt. Noisy-le-Grand ist die südlichste Gemeinde des Départements Seine-Saint-Denis.

## Geschichte
Bereits im 5. Jahrhundert war Noisy-le-Grand Residenz der merowingischen Könige. 1060 ging die Stadt aus dem königlichen Besitz in der Mönche von Saint-Martin-des-Champs über. Im Mittelalter wurde in Noisy-le-Grand Wein hergestellt, der als einer der besten der Ile-de-France galt bis zu Beginn des 17. Jahrhunderts die Qualität des Weines abnahm. Nach der Französischen Revolution 1789 wurden Besitztümer der Saint-Martin-Mönche verkauft.
Noisy war ein ländliches Dorf bis zu Beginn des 20. Jahrhunderts die Straßenbahn der „Compagnie de Chemins de Fer Nogentais“ gebaut wurde, die Noisy-le-Grand mit dem Zentrum von Paris verband. Das Ufer der Marne zog Pariser Besucher an, die hier fischten, spazieren gingen oder Tanzlokale besuchten, die sich in den 1920er Jahren im Quartier des Grammats und der Rive charmante etablierten. Es siedelten sich unter anderem der Komponist Claude Terrasse (1867–1923) und der Schauspieler Michel Simon (ab 1934) hier an.
Eine berühmte Bürgerin der Stadt war Joséphine de Beauharnais, später Kaiserin und Frau von Napoleon I., die von ihrem 16. Lebensjahr an in der Docteur-Sureau-Straße lebte. Sie heiratete 1779 Alexandre de Beauharnais (guillotiniert 1794) in der Kirche Saint-Sulpice in Noisy-le-Grand. Das Haus, in dem sie lebte, wurde zu Beginn des 19. Jahrhunderts zu einem Hospiz für Kinder mit Tuberkulose. 1920 gründete Mutter Francoise Cabrini vom Sacre-Coeur-Orden dort ein Waisenhaus für junge italienische Mädchen. 1935 gründete die Action orthodoxe ein russisches Altersheim.

## Bevölkerungsentwicklung
| Jahr      | 1926  | 1962   | 1968   | 1975   | 1982   | 1990   | 1999   | 2006   | 2017   |
| Einwohner | 4.286 | 16.813 | 25.440 | 26.662 | 40.585 | 54.032 | 58.217 | 61.341 | 68.183 |

In den nächsten Jahren wird die Einwohnerzahl von Noisy-le-Grand weiterhin stark ansteigen, da die Gemeinde Teil des Neubaugebietes Porte de Paris (Marne-la-Vallée) im 1. Sektor der Ville nouvelle Marne-la-Vallée ist.

## Verkehr
Noisy-le-Grand besitzt zwei RER-Bahnhöfe: Les Yvris–Noisy-le-Grand an der Bahnstrecke Paris–Mulhouse (RER E) und Noisy-le-Grand–Mont d’Est (RER A). Mont d’Est ist auch der zentrale Haltepunkt der Buslinien.

## Sehenswürdigkeiten

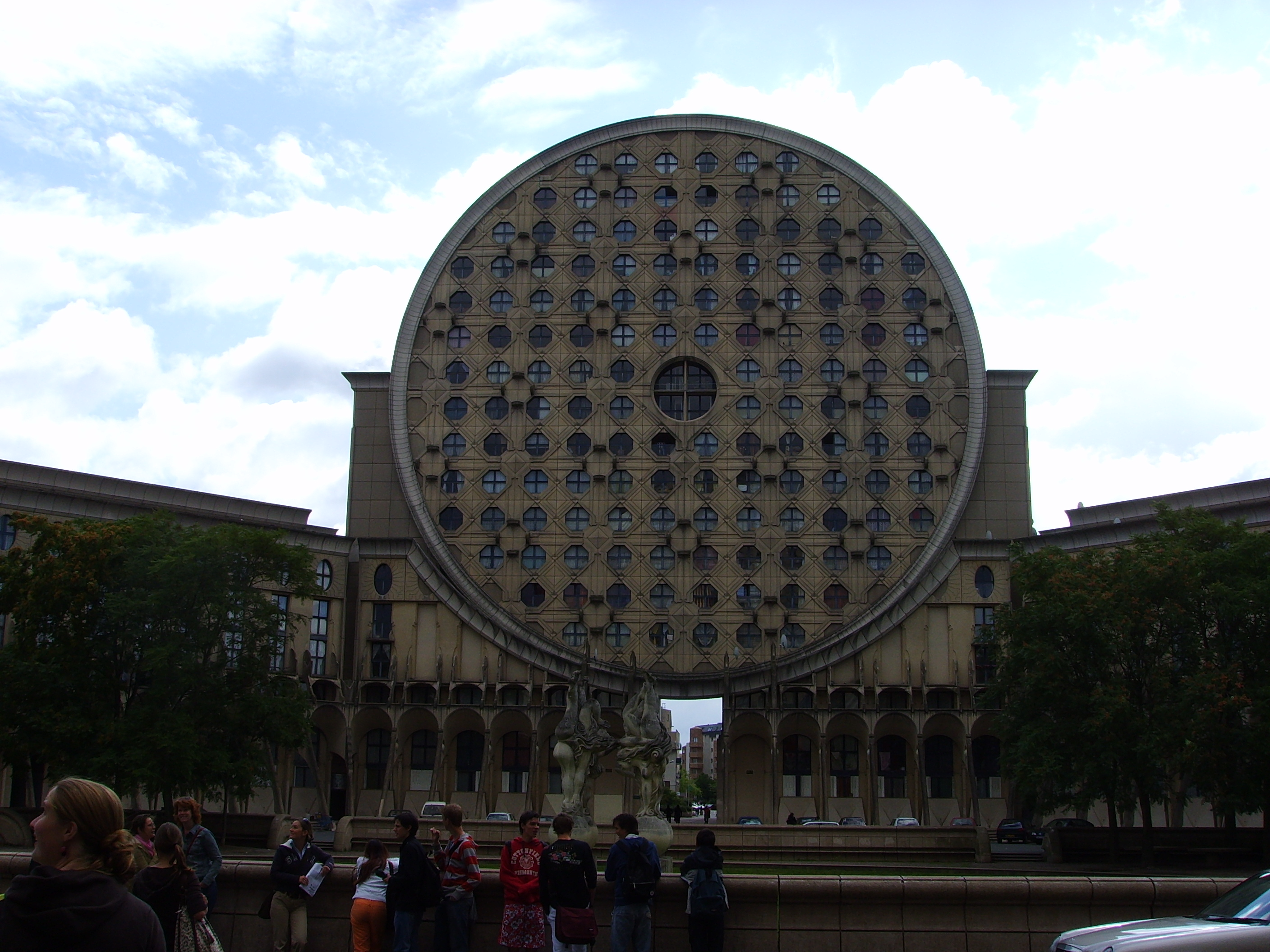
Wohnhausanlage Arènes de Picasso

Ein Wahrzeichen der Stadt ist die riesige postmoderne Wohnhausanlage Arènes de Picasso von Manuel Núñez Yanowsky aus 1985. Ihre beiden radförmigen Hochhäuser werden im Volksmund „les camemberts“ genannt. Ebenso bekannt für seine besondere Architektur sind die Espaces d’Abraxas von Ricardo Bofill, die Kulisse in zahlreichen Filmen und Videoclips waren.
Bekanntester Bürger der Stadt war der Schauspieler Michel Simon, der hier seinen Wohnsitz hatte und nach dem der Espace Michel Simon benannt ist, der u. a. ein städtisches Theater mit einem Veranstaltungssaal mit 724 Plätzen, eine Bar, eine Ausstellungsfläche von 800 Quadratmetern und eine Mediathek beherbergt, die zahlreiche Aktivitäten für ein junges Publikum bietet. Der Espace, der vom Architekten Georges Pappas geplant wurde, wurde am 25. Februar 1989 eingeweiht.
Das heutige Rathaus ist einem Schloss untergebracht, das zwischen 1863 und 1865 von der Périac Buisson Familie gebaut wurde. 1926 kaufte es die Stadt und weihte es am 31. Juli 1927 feierlich ein. Im Laufe der Zeit gab es einige bauliche Veränderungen wie z. B. die Hinzufügung eines Treppenhauses, eines Balkons und eines Uhrturms. Zwischen 2009 und 2012 fanden umfangreiche Renovierungsarbeiten nach Plänen des Architekturbüros Chaix & Morel und Partner statt, die ein Gebäudeensemble von 11.000 Quadratmetern gestalteten, das aus dem historischen Rathaus und einem neuen Gebäude mit zwei Flügeln und drei Stockwerken besteht. Letzteres gilt als besonders umweltbewusst.
Die Saint-Sulpice-Kirche am Friedhof wurde 1140–1484 gebaut und 2011–2013 restauriert.
Siehe auch: Liste der Monuments historiques in Noisy-le-Grand

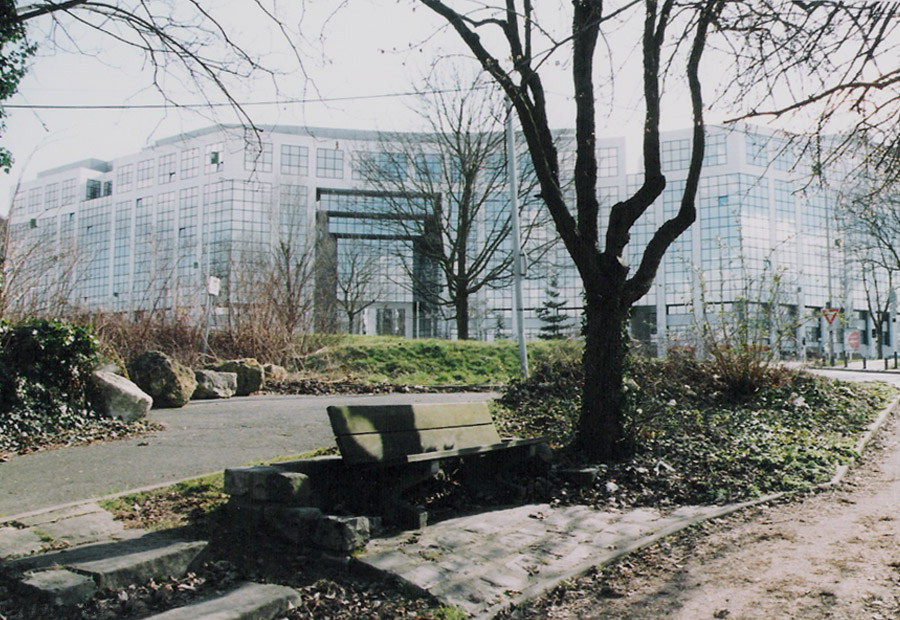
Bürokomplex Maille Nord vor dem hypermarché Carrefour und der RER-Station Mont d’Est
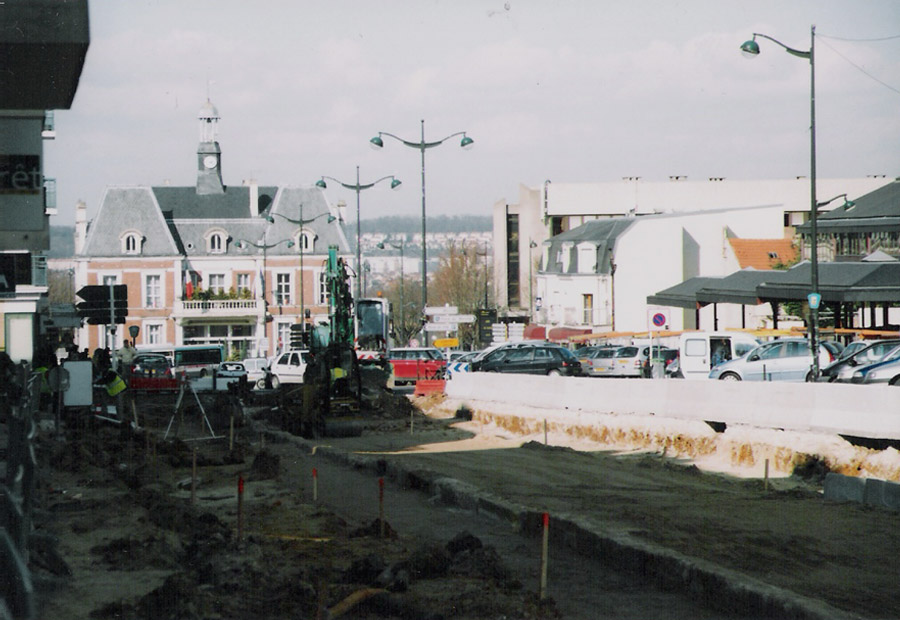
Straßenerneuerungsarbeiten im Frühjahr 2004 – Avenue Aristide Briand, im Hintergrund das Rathaus
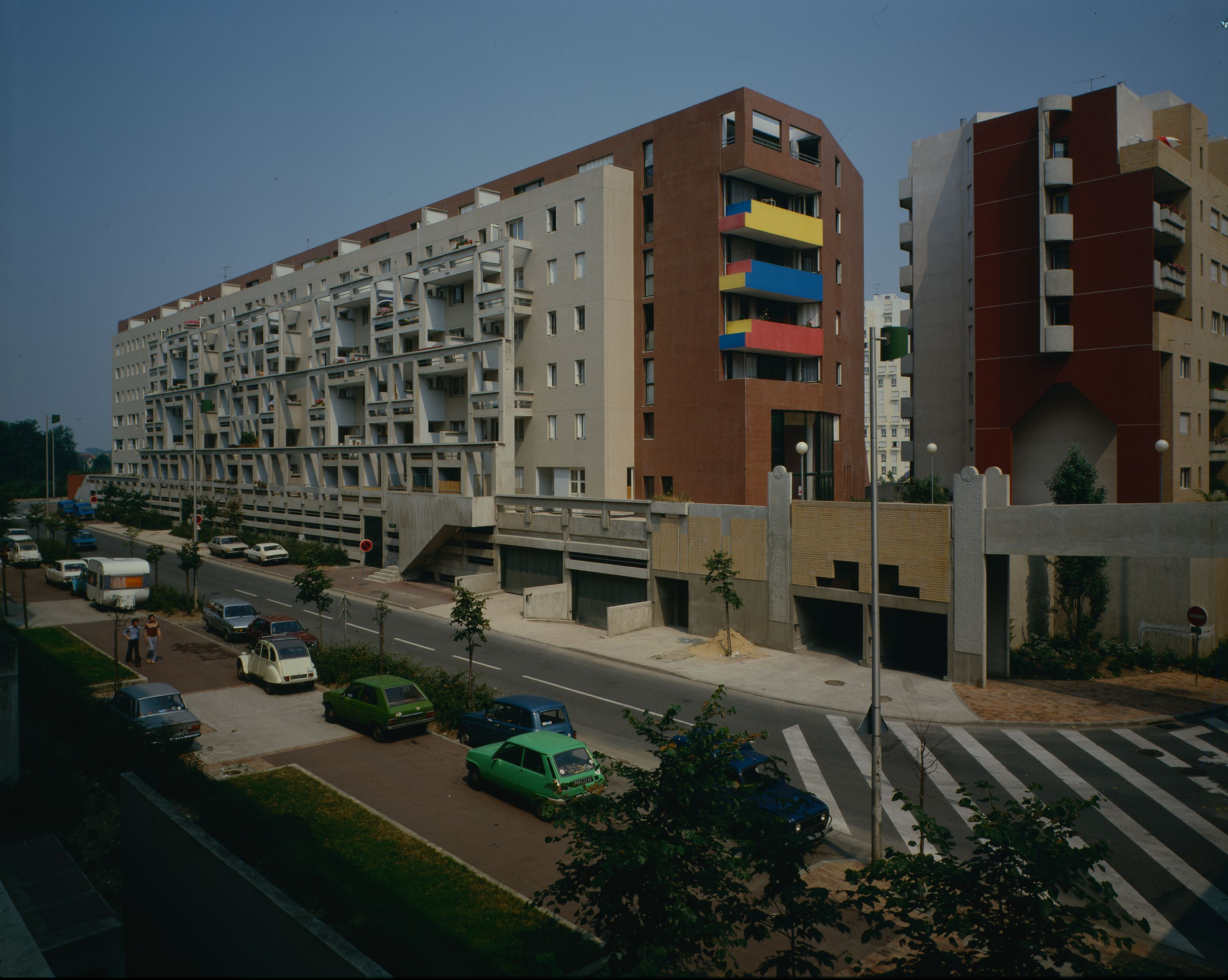
Wohnblock in Noisy-le-Grand
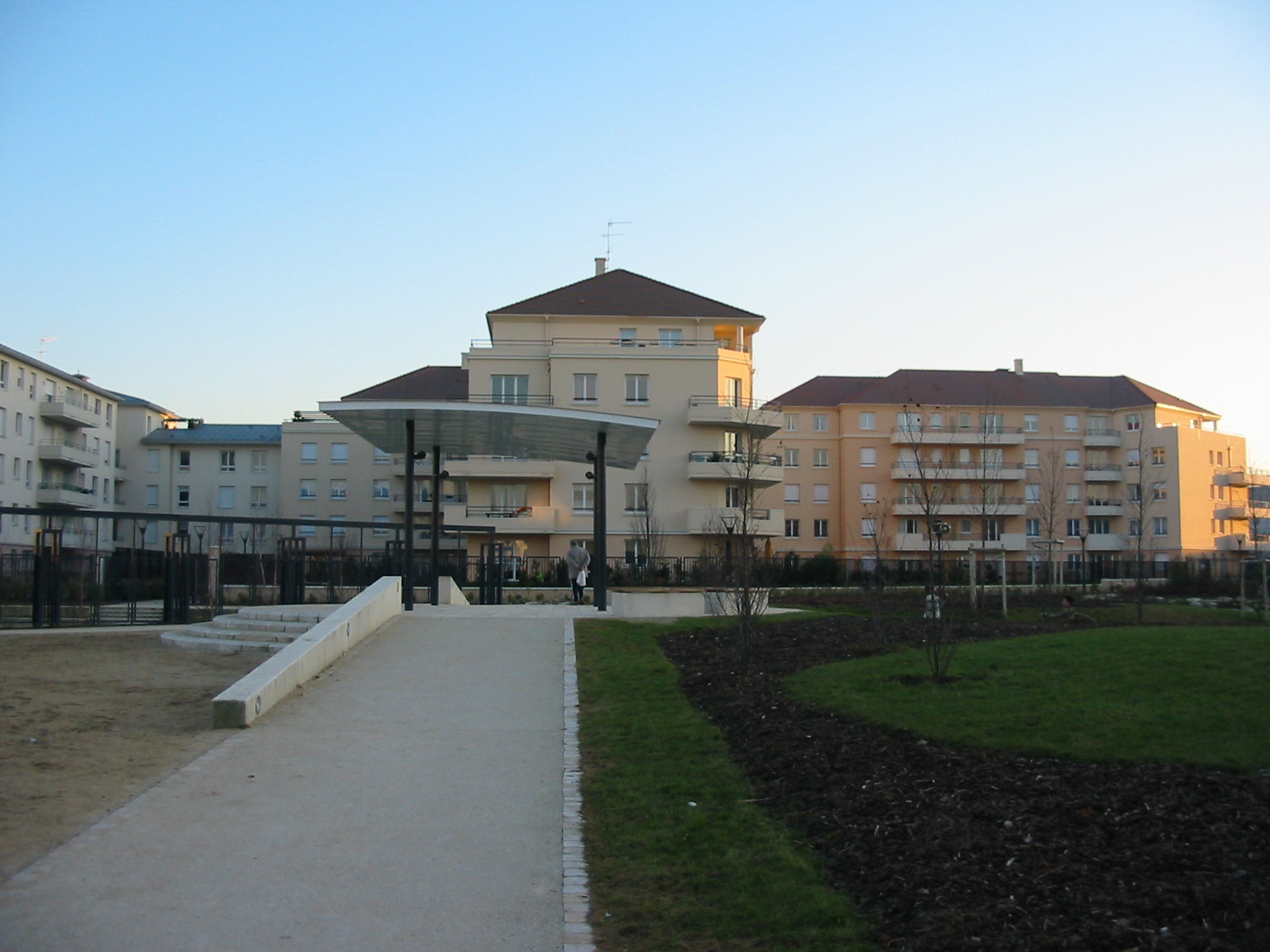
Wohnblock in Noisy-le-Grand
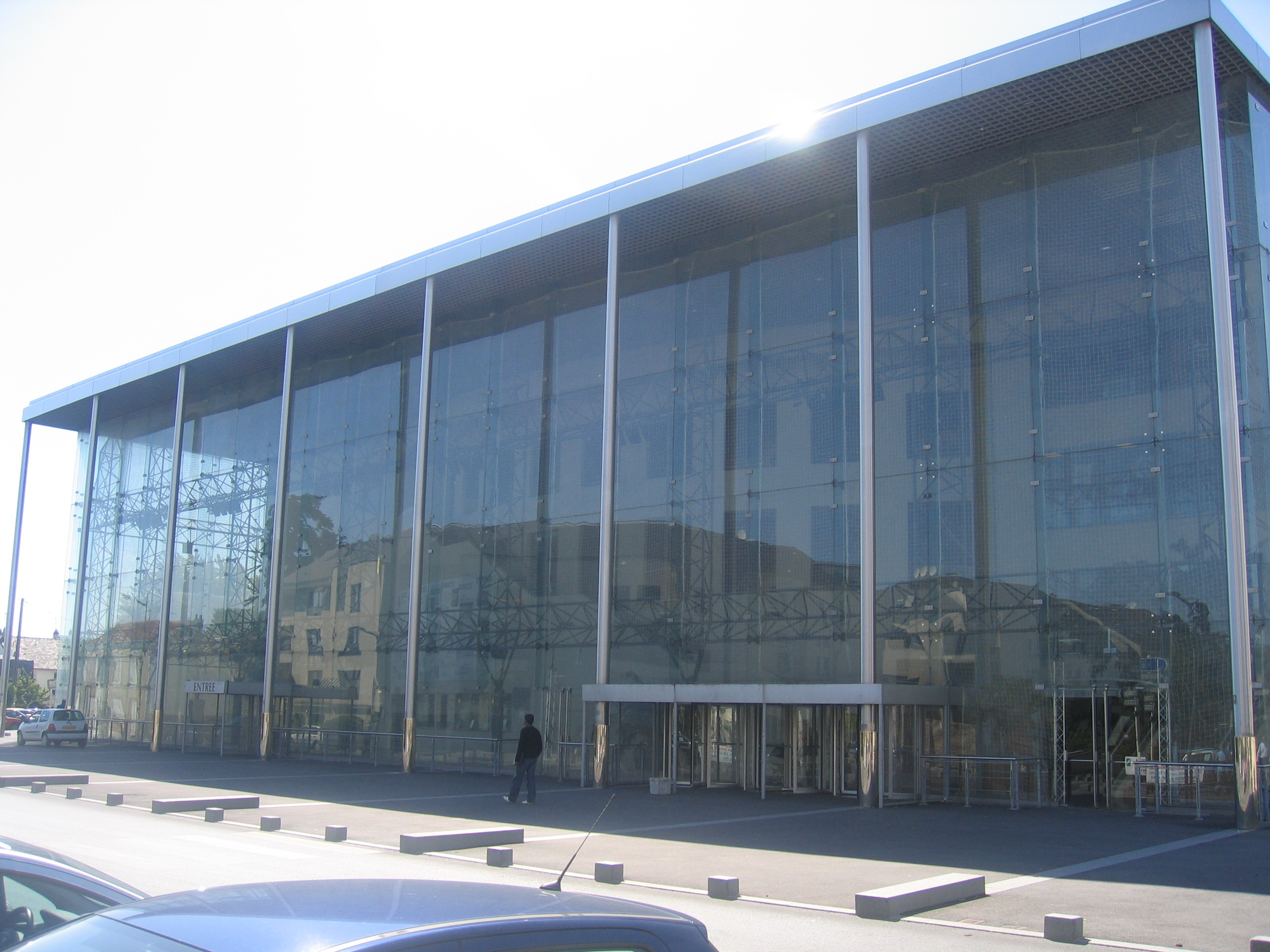
Der Espace Michel Simon
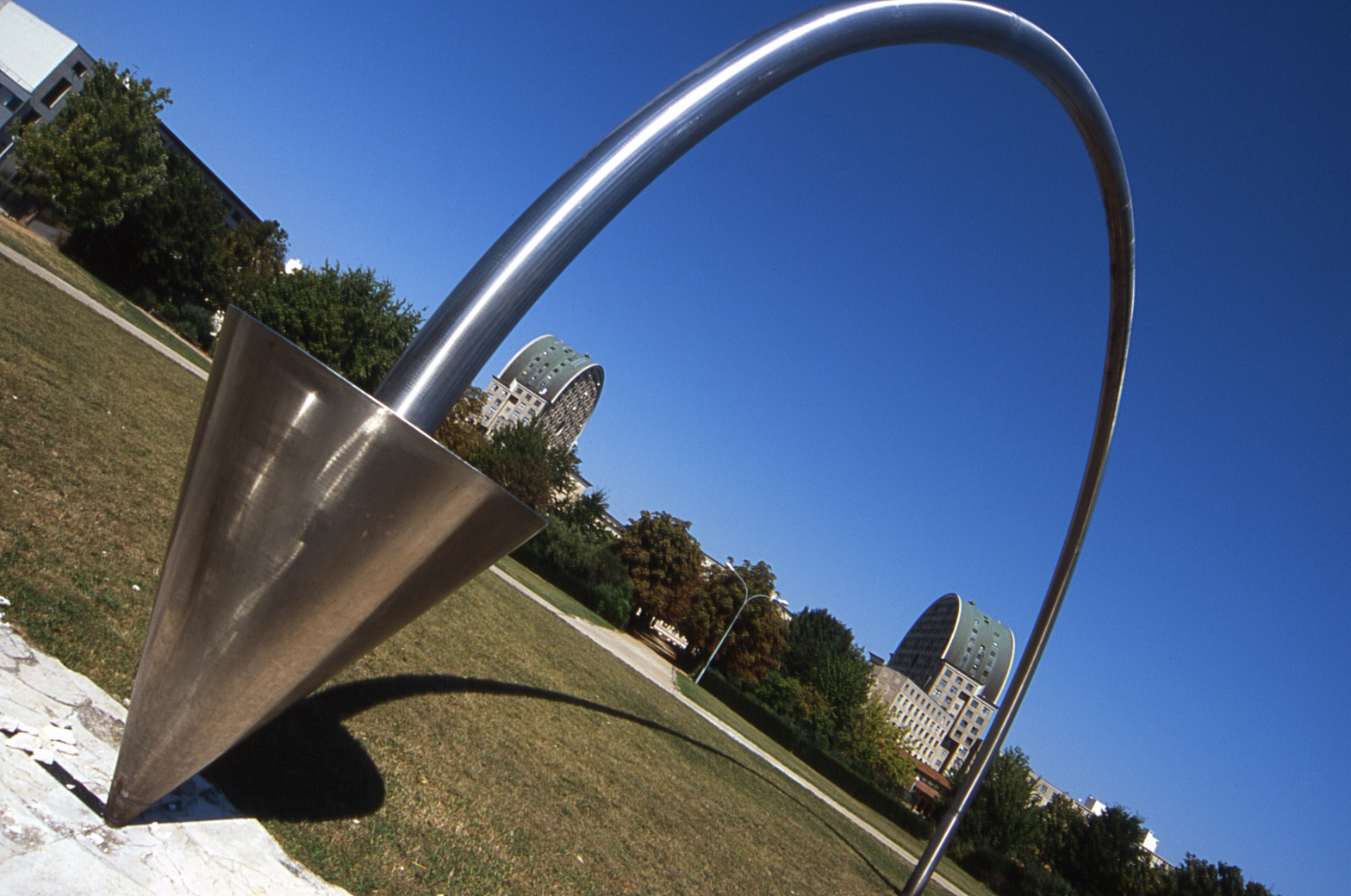
Der Bogen Grand Pave Neuf
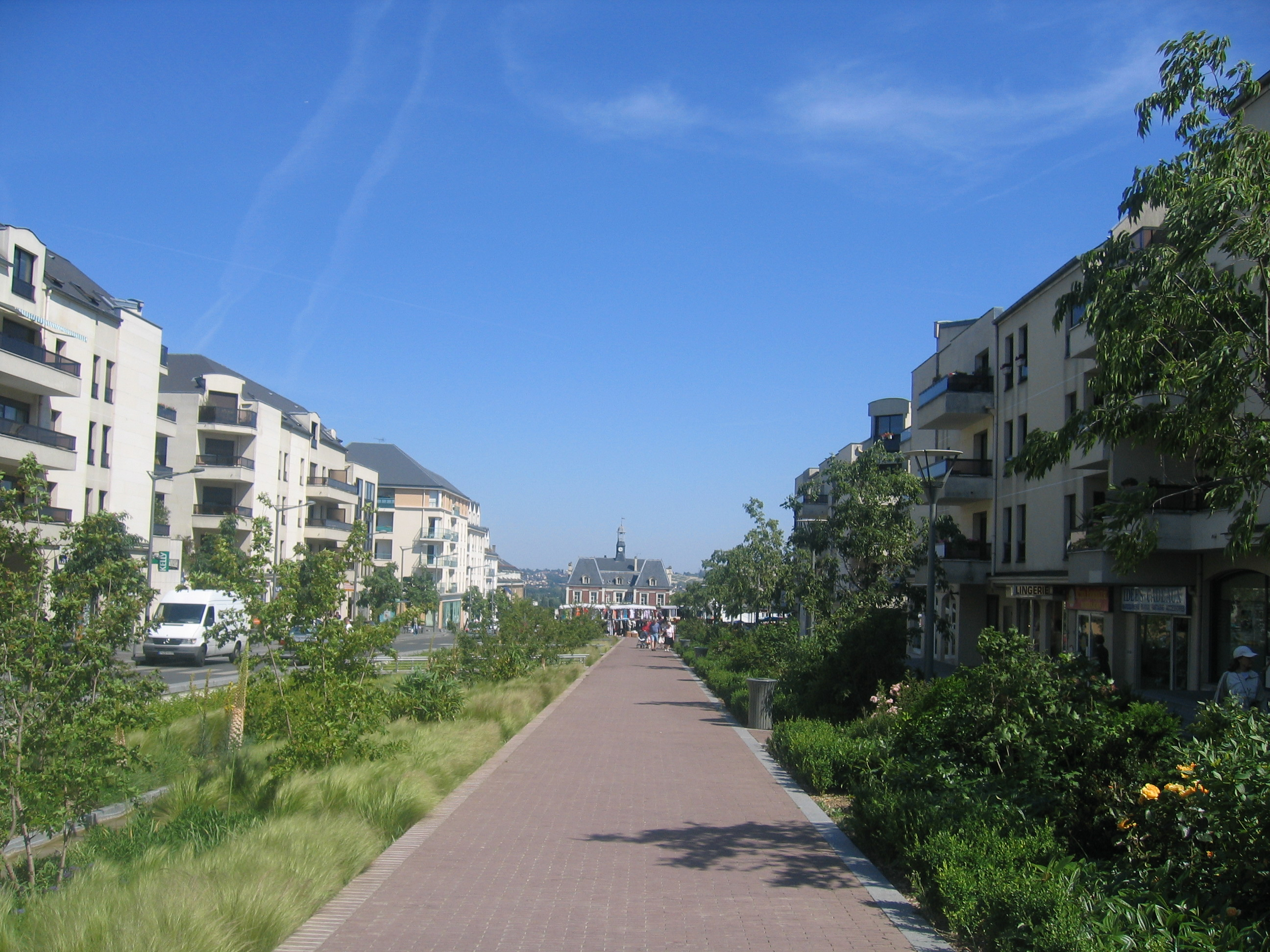
Das neue Zentrum von Noisy-le-Grand
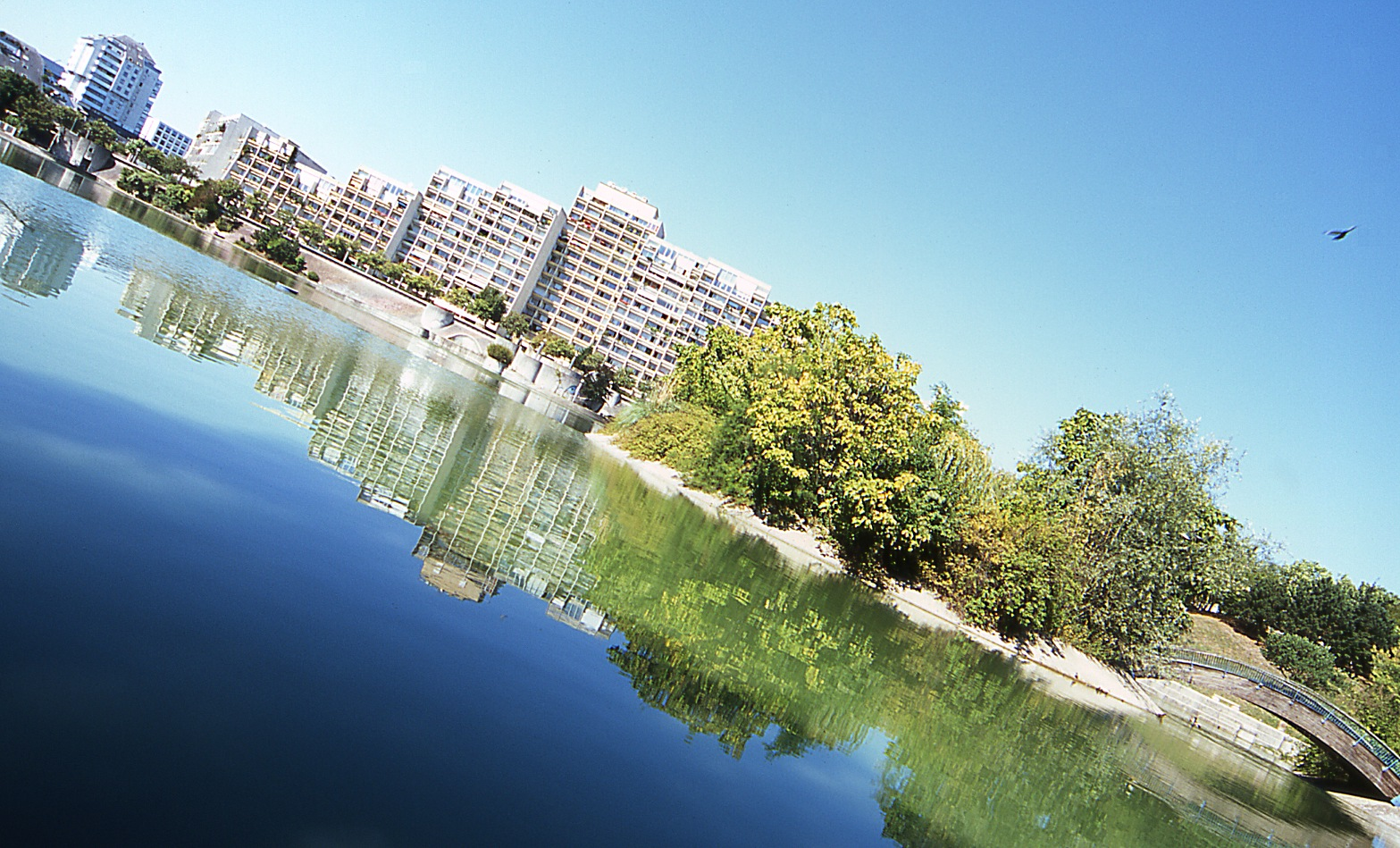
Le lac

## Persönlichkeiten
- Gerard Lettoli (* 1946), san-marinesischer Radrennfahrer
- Thierry Tusseau (* 1958), Fußballspieler
- Steven Moreira (* 1994), französisch-kapverdischer Fußballspieler
- Wesley Saïd (* 1995), französisch-komorischer Fußballspieler